# Dinitơ trioxide
Dinitơ trioxide là một hợp chất vô cơ với công thức hóa học N2O3. Chất rắn màu xanh da trời đậm là một trong các oxide của nitơ. Dinitơ trioxide được tạo thành khi trộn các phần bằng nhau của nitơ monoxide và nitơ dioxide và làm lạnh hỗn hợp dưới -21 ℃ (-6 ℉):
NO + NO2 ⇌ N2O3
Dinitơ trioxide chỉ tách ra được ở nhiệt độ thấp, tức là trong pha lỏng và rắn. Ở nhiệt độ cao hơn các trạng thái cân bằng thuận lợi cho các thành phần khí, với Kdiss = 193 kPa (25 ℃)..

## Cấu trúc và liên kết
Thông thường, liên kết N–N là tương tự so với độ dài của hydrazin (145 pm). Tuy nhiên, dinitơ trioxide có một mối liên kết N–N dài bất thường tới 186 pm. Một số oxide nitơ khác cũng có liên kết N–N dài, bao gồm dinitơ tetroxide (175 pm). Phân tử N2O3 mặt phẳng và biểu hiện đối xứng C. Các kích thước dưới đây được đo từ quang phổ vi sóng N2O3 khi nhiệt độ thấp:
Nó là anhydride của acid nitrơ (HNO2) không bền, và tạo ra khi trộn với nước. Một cấu trúc thay thế có thể được dự đoán cho các anhydride thực sự, tức là O=N–O–N=O, nhưng đồng phân này không được quan sát thấy. Nếu acid nitrơ sau đó không được sử dụng ngay, nó phân hủy thành nitơ monoxide và acid nitric. Muối nitrit đôi khi được tạo ra bằng cách thêm N2O3 vào dung dịch các base:
N2O3 + 2NaOH → 2NaNO2 + H2O